# Бланкенхоф
Бланкенхоф (њем. Blankenhof) општина је у њемачкој савезној држави Мекленбург-Западна Померанија. Једно је од 53 општинска средишта округа Мекленбург-Штрелиц. Према процјени из 2010. у општини је живјело 711 становника. Посједује регионалну шифру (AGS) 13055003.

## Географски и демографски подаци
Бланкенхоф се налази у савезној држави Мекленбург-Западна Померанија у округу Мекленбург-Штрелиц. Општина се налази на надморској висини од 55 метара. Површина општине износи 18,2 km².

## Становништво
У самом мјесту је, према процјени из 2010. године, живјело 711 становника. Просјечна густина становништва износи 39 становника/km².